# István Mitring
István Mitring (ur. 5 września 1969 w Mosonmagyaróvárze) – węgierski piłkarz grający na pozycji bramkarza.

## Życiorys
Wychowanek Videotonu. W 1988 roku otrzymał powołanie do wojska, w związku z czym został piłkarzem Honvédu Budapeszt. Nie rozegrawszy żadnego meczu z pierwszej drużynie Honvédu, po zakończeniu służby wojskowej w 1990 roku, wrócił do Videotonu. W barwach tego klubu w zadebiutował w NB I 28 września 1990 roku w wygranym 4:1 meczu z Volán SC. Z Videotonu był trzykrotnie wypożyczany: do Siófoki Bányász FC, Pécsi MFC i Érdi VSE. W kwietniu 1999 roku został piłkarzem Myllykosken Pallo-47. W Veikkausliidze zadebiutował 25 kwietnia w przegranym 0:1 meczu z Interem Turku. Ogółem w barwach MyPa rozegrał 110 spotkań w najwyższej fińskiej klasie rozgrywkowej. W latach 2005–2006 grał w Kuopion Palloseura. Następnie wrócił na Węgry, występując w Polgárdi SE i Felcsút SE. Karierę zakończył na początku 2011 roku.

## Statystyki ligowe
| Sezon         | Klub                     | Liga          | Mecze | Gole |
| ------------- | ------------------------ | ------------- | ----- | ---- |
| 1990/1991     | Videoton-Waltham SC      | NB I          | 19    | 0    |
| 1991/1992     | Videoton-Waltham FC      | NB I          | 23    | 0    |
| 1992/1993     | Videoton-Waltham FC      | NB I          | 16    | 0    |
| 1993/1994     | Parmalat FC              | NB I          | 27    | 0    |
| 1994/1995     | Parmalat FC              | NB I          | 15    | 0    |
| 1995/1996     | Fehérvár Parmalat ’96 FC | NB I          | 14    | 0    |
| 1996/1997 (j) | Siófoki Bányász FC       | NB I          | 8     | 0    |
| 1996/1997 (w) | Pécsi Mecsek FC          | NB I          | 16    | 0    |
| 1997/1998 (j) | Érdi VSE                 | NB I/B        | 2     | 0    |
| 1997/1998 (w) | Videoton FC Fehérvár     | NB I          | 5     | 0    |
| 1998/1999 (j) | Videoton FC Fehérvár     | NB I          | 1     | 0    |
| 1999          | Myllykosken Pallo-47     | Veikkausliiga | 28    | 0    |
| 2000          | Myllykosken Pallo-47     | Veikkausliiga | 28    | 0    |
| 2001          | Myllykosken Pallo-47     | Veikkausliiga | 27    | 0    |
| 2002          | Myllykosken Pallo-47     | Veikkausliiga | 18    | 0    |
| 2003          | Myllykosken Pallo-47     | Veikkausliiga | 9     | 0    |
| 2005          | Kuopion Palloseura       | Veikkausliiga | 15    | 0    |